# Stilagi

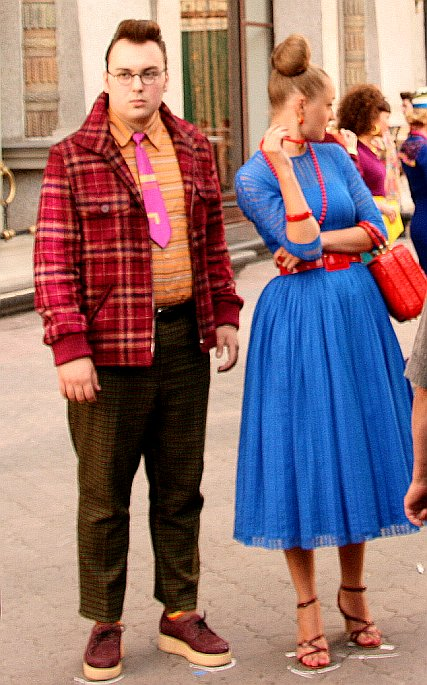
Charakterystyczny ubiór rosyjskich bikiniarzy (stilagi) – kadr z filmu Bikiniarze

Stilagi, stiladzy (l. poj. stilaga; ros. стиляги) – pierwsza sowiecka subkultura młodzieżowa (kontrkultura). Pojawiła się w ZSRR pod koniec lat 40.; istniała do lat 60. Apolityczna, ale zainteresowana kulturą zachodu, z tego powodu była szykanowana przez władzę.
W Polsce odpowiednikiem stilag byli bikiniarze.